# Divertissement (ballet)
Een divertissement (Frans voor 'vermaak') is een choreografisch intermezzo in een opera. Divertissements werden een vast onderdeel van Frans muziektheater tijdens de barok. Vooral de lyrische tragedie bevatte toen gedanste passages. Zowel de proloog als ieder bedrijf van het stuk kreeg een eigen divertissement. Het was ook een vast onderdeel van het komedie-ballet en de balletopera, mengvormen van zang en dans uit de 17e en 18e eeuw. In de 19e eeuw pikten andere componisten de traditie op. Onder meer Richard Wagners Tannhäuser (1845) en Giuseppe Verdis Le Trouvère (1857) maakten er gebruik van.
In een ballet waar men uitsluitend danst, verwijst de term naar een suite van dansen die los met de plot verbonden zijn. Deze divertissements kenden een hoogtepunt aan het eind van de 19e eeuw. Een voorbeeld is het volledige derde bedrijf van Doornroosje (1890). Na hervormingen van de Ballets Russes verdween de vorm uit nieuwe choreografieën.